# Кутушинська сільська рада
Кутуши́нська сільська рада (рос. Кутушинский сельский совет) — сільське поселення у складі Курманаєвського району Оренбурзької області Росії.
Адміністративний центр — село Кутуші.

## Населення
Населення — 576 осіб (2019; 732 в 2010, 844 у 2002).

## Склад
До складу сільської ради входять:
| Населений пункт  | Населення, осіб (2002) | Населення, осіб (2010) |
| ---------------- | ---------------------- | ---------------------- |
| Кутуші, село     | 680                    | 614                    |
| Родіоновка, село | 164                    | 118                    |